# Julia Gelshorn
Julia Gelshorn (* 1974 in Aachen) ist eine deutsche Kunsthistorikerin.

## Beruflicher Werdegang
Julia Gelshorn studierte von 1994 bis 1996 Kunstgeschichte, Theater-, Film- und Fernsehwissenschaft sowie Italienische Romanistik an der Universität Köln anschließend von 1996 bis 2001 Kunstgeschichte, Theaterwissenschaft sowie italienische Sprache an der Universität Bern. Von 1997 bis 1998 hatte sie ein Jahresstipendium des DAAD. 2001 erwarb sie das Lizentiat in Bern. Von 2001 bis 2008 war sie wissenschaftliche Assistentin am Lehrstuhl für Kunst der Neuzeit und Moderne des Instituts für Kunstgeschichte der Universität Bern. Gleichzeitig hatte sie von 2002 bis 2003 ein Promotionsstipendium der Hans-und-Renée-Müller-Meylan-Stiftung in Basel. 
Sie war außerdem zwischen 2002 und 2005 Kollegiatin des DFG-Graduiertenkollegs «Bild Körper Medium – Eine anthropologische Perspektive» an der Staatlichen Hochschule für Gestaltung Karlsruhe. Nach der Promotion 2003 an der Universität Bern (Lazarus-Preis der Philosophisch-historischen Fakultät für die Dissertation Aneignung der Kunstgeschichte: Strategien der Wiederholung bei Gerhard Richter und Sigmar Polke) war sie 2004 Habilitationsstipendiatin der Paul und Gertrud Hofer-Wild-Stiftung. Von 2005 bis 2008 war sie wissenschaftliche Assistentin am Lehrstuhl für moderne und zeitgenössische Kunst des Kunsthistorischen Instituts der Universität Zürich. 
Von 2006 bis 2008 hatte sie ein Post-Doc-Stipendium am Deutschen Forum für Kunstgeschichte Paris (Projekt: «Erziehung des Körpers – Erziehung des Blicks. Grazie als soziale Norm»). Von 2008 bis 2010 vertrat sie die Professur für Kunstwissenschaft und Medientheorie, Staatliche Hochschule für Gestaltung Karlsruhe. Von 2010 bis 2011 lehrte sie als Professorin für «Neueste Kunstgeschichte – Kunst der Gegenwart» am Institut für Kunstgeschichte, Universität Wien, und 2010 erhielt sie den Ruf auf eine Professur für Kunstgeschichte an der Universität Hamburg, die sie von 2011 bis 2013 innehatte. Seit 2013 lehrt sie als Professorin für Kunstgeschichte der Moderne und Gegenwart an der Universität Fribourg. Von Oktober 2019 bis Januar 2020 war sie Gastwissenschaftlerin der Kolleg-Forschergruppe BildEvidenz der Freien Universität Berlin; 2024 war sie Gastwissenschaftlerin am Deutschen Forum für Kunstgeschichte Paris.